# Kwi (Libéria)
Le vocable Kwi est un terme libérien que l'on emploie pour évoquer l'occidentalisation, l'adhésion au christianisme (par opposition aux religions traditionnelles), un prénom et un nom occidentalisés, l'alphabétisation grâce à une éducation de style occidental et l'adhésion à une économie de marché au lieu d'une économie de subsistance, quel que soit le statut d'un individu ou son origine ethnique . Cependant, il dénote historiquement une forte adhésion aux normes culturelles américano-libériennes, bien qu'il ne soit pas nécessaire de s'identifier comme ethniquement américano-libérien pour être kwi.

## Étymologie
Le terme kwi a pour racine le mot Kpelle kwi-nuu (étranger ou personne civilisée) . Les membres des communautés Kpelle définissaient les kwi comme des personnes qui parlaient couramment l'anglais et portaient des vêtements occidentaux. Ils associaient également le statut de kwi à Monrovia, la capitale du Libéria, qu'ils appelaient kwi-taa (ville étrangère ou ville civilisée).
Le groupe ethnique Kru a également utilisé le terme kwi pour identifier les colons américano-libériens - dont beaucoup étaient des mulâtres - ainsi que les Blancs .

## Évolution du terme
la première occurrence du terme date des années 1800. Il est dit par des Africains indigènes pour identifier les colons américano-libériens et tout autre étranger comme des étrangers non indigènes de la région. Cependant, le terme est adopté par les Américano-Libériens comme synonyme de civilisé,. Les Africains indigènes adoptent ensuite la nouvelle définition à la suite de l'éducation des missionnaires et de la migration de la main-d'œuvre le long de la côte du Libéria.
Avant la première guerre civile libérienne, la caractéristique la plus importante de la stratification sociale libérienne était la civilisation, le statut kwi étant le facteur déterminant.
Le statut Kwi était défini par les Américano-Libériens par les antécédents familiaux, l'éducation, l'appartenance à une église (en particulier dans une dénomination protestante traditionnelle) et d'autres relations sociales. Le statut de Kwi déterminait le statut social.

## Usage religieux
Dans un contexte religieux, le terme kwi évoque un style de culte d'une église chrétienne particulière qui est marqué par la formalité et le décorum . Ainsi, l'expression du culte non kwi est spiritualiste, avec des danses et des processions de rue en costumes colorés comme éléments clés, ainsi que des prophètes interprétant les rêves. L'élite instruite du Libéria a historiquement considéré les églises apostoliques comme des églises de personnes sans instruction et donc de non-kwi .